# Кабрера, Мигель
Хосе Мигель Кабрера Торрес (исп. José Miguel Cabrera Torres, род. 18 апреля 1983 года) — венесуэльский профессиональный бейсболист, игравший на позициях игрока первой базы, игрока третьей базы и назначенного отбивающего в Главной лиге бейсбола. Выступал за клубы «Флорида Марлинс» и «Детройт Тайгерс». Он также играл на позициях игрока первой базы, левого и правого филдера. Кабрера одиннадцать раз участвовал в матчах всех звёзд МЛБ, как за команду Американской лиги, так и Национальной лиги. Свою профессиональную карьеру начал в фарм-клубе «Флорида Марлинс» «Каролина Мадкэтс» в июне 2003 года (первый контракт с «Флоридой» подписал 2 июля 1999 года). В том же году он был вызван в основную команду и принял участие в Мировой серии на позиции клин-ап отбивающего. 5 декабря 2007 года Кабреру и стартового питчера Донтрелла Уиллиса обменяли в «Детройт Тайгерс» на питчеров Берка Баденхопа, Фрэнки де ла Круса, Эндрю Миллера, Далласа Трахерна, аутфилдера Кэмерона Мэйбина и кетчера Майка Рабело.
Кабрера считается одним из лучших чистых отбивающих в бейсболе, реализуя с высоким процентом выходы на биту и отбивая во все стороны поля. Он в девяти сезонах выбивал более 30 хоум-ранов, а его средняя отбиваемость за карьеру составляет 32,1 %. В 2012 году Кабрера стал первым игроком со времён Карла Ястржемского в 1967 году, выигравшим Тройную Корону для отбивающего. Он был лидером Американской лиги по отбиванию со средним процентом 33 %, выбил 44 хоум-рана и сделал 139 runs batted in. По окончании сезона он был назван самым ценным игроком Американской лиги.
В 2013 году Кабрера не смог повторить успех, хотя повторил прошлогодние показатели: 44 хоум-рана, 137 runs batted in и 34,8 % средняя отбиваемость и второй год подряд был назван самым ценным игроком АЛ. В этот год он появился на обложке компьютерной игры MLB 14: The Show.
В 2020 году вместе с венесуэльским хип-хоп исполнителем Карлосом Мадерой (Сибилино) записал сингл Miggy Al Bate.
Четырежды выступал за сборную Венесуэлы на турнирах Мировой бейсбольной классики (2006, 2009, 2013, 2017).